# Ali Karaki
Ali Karaki (àrab: علي كركي, ʿAlī Karakī; Ain Buswar, 1962 - Dahieh, 27 de setembre de 2024) va ser un militant libanès, membre del Consell del Gihad de Hezbol·là. Va servir com a comandant del Front Sud d'aquesta organització.
Karaki va ser assassinat per Israel, juntament amb el líder del grup, Hassan Nasral·là, en un atac selectiu que va tenir lloc mentre celebrava una reunió amb la cúpula de Hezbol·là a la seva seu a Dahieh.

## Vida i carrera
Karaki va néixer el 1962 a Ain Buswar, una localitat de la governació de Nabatieh, situada al sud del Líban. Després d'acabar els seus estudis universitaris, es va unir a Hezbol·là durant la Guerra Civil libanesa. Amb el temps, va anar ascendint de rang i va participar en la Guerra del Líban de 2006. Més tard, Karaki es va convertir en membre del Consell del Gihad de Hezbol·là, que és el comandament suprem de Hezbol·là i va servir com a comandant del Front Sud. Tenia, a més, la nacionalitat guineana.
Karaki havia participat en diversos atacs, especialment al sud del Líban, i havia estat vinculat a les operacions estratègiques de Hezbol·là contra Israel. El setembre de 2019 va ser sancionat pel Departament d'Estat dels Estats Units d'Amèrica, que el va descriure com una figura important dins del lideratge militar de Hezbol·là.
El febrer de 2024 Israel va intentar assassinar-lo en un atemptat amb cotxe bomba a Nabatieh, però no anava al vehicle atacat. Després de l'assassinat d'Ibrahim Aqil, va ser nomenat per servir com un dels seus dos successors en la direcció de la campanya contra Israel al front nord de la Guerra Israel-Hamàs. Va ser considerat el tercer comandant dins de Hezbol·là després de l'assassinat d'Aqil.

## Mort

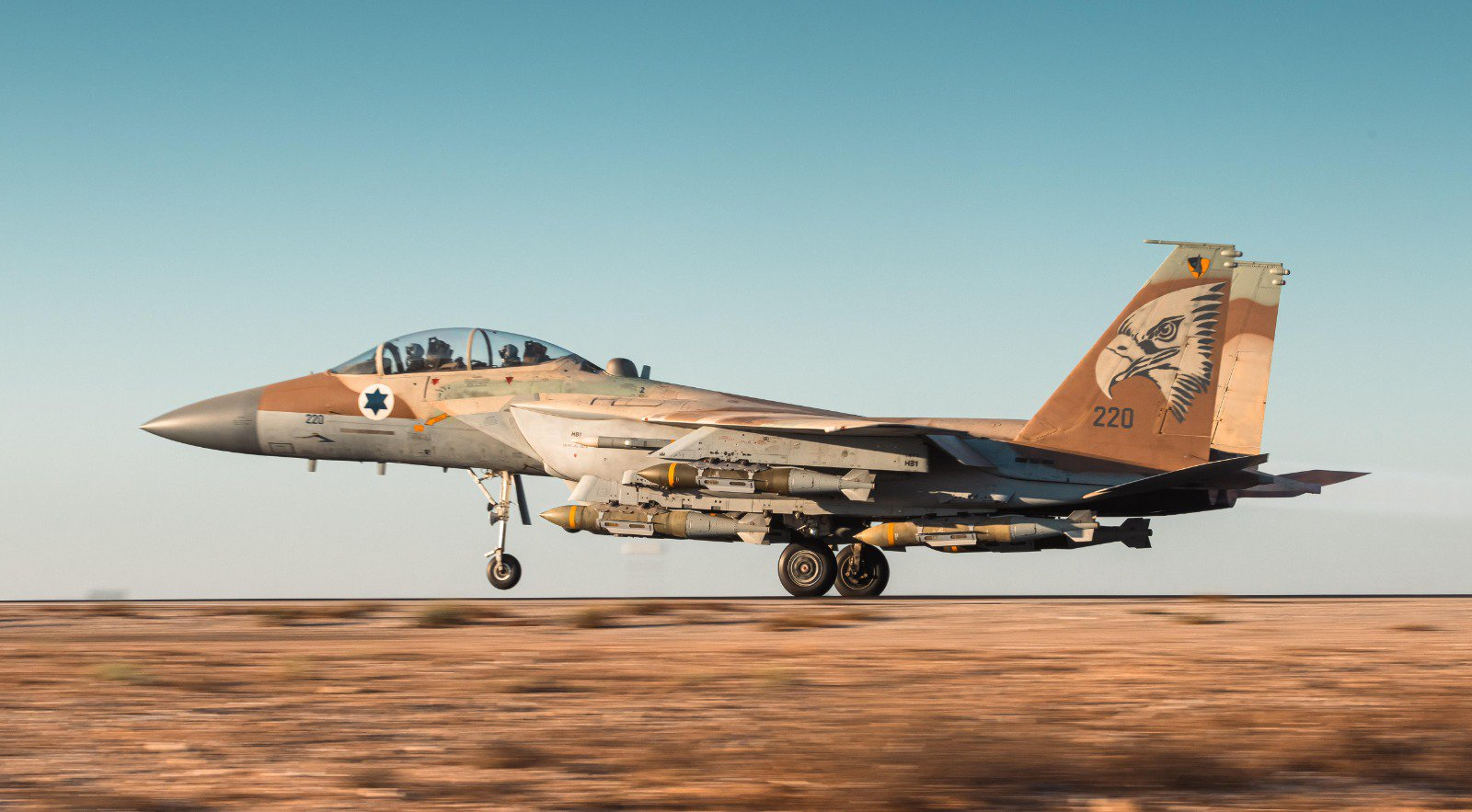
Caça F-15I de les FDI com el que va acabar amb la vide de Karaki.

El 23 de setembre de 2024 es va informar que Karaki havia estat l'objectiu d'un atac aeri d'Israel mentre es trobava en un apartament a la zona de Bir al-Abed del districte de Dahieh, a Beirut. En va resultar ferit però va sobreviure. La seva supervivència es va atribuir a què les FDI havien utilitzat una quantitat insuficient d'explosius.
Tanmateix, el 27 de setembre de 2024, va ser finalment assassinat juntament amb el líder de Hezbol·là, Hassan Nasral·là, en un altre atac aeri sobre Beirut. Hezbol·là va anunciar la mort de Nasral·là l'endemà. El 29 de setembre de 2024, Hezbol·là també va confirmar la mort de Karaki.